# Ombra d'ulls

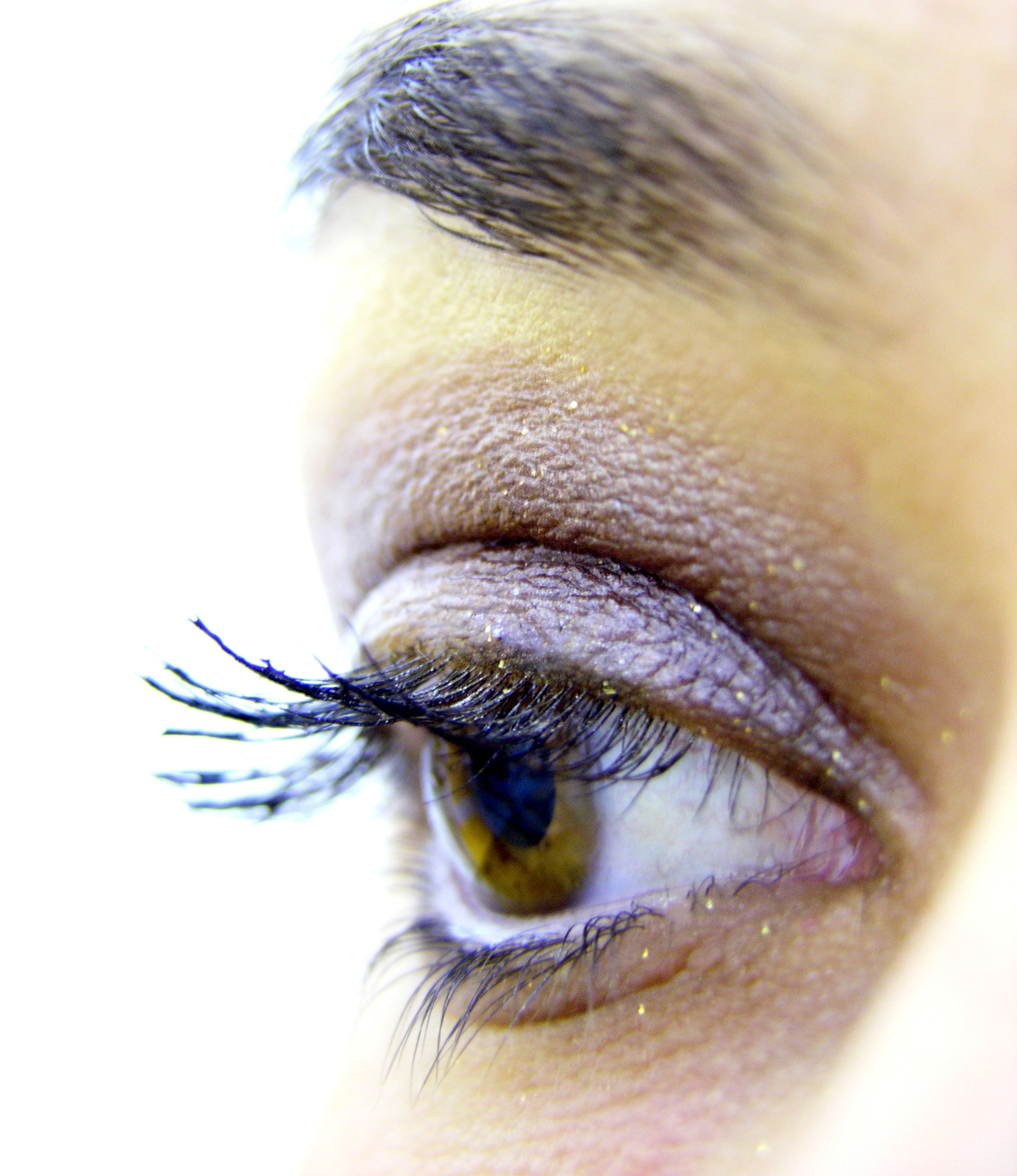
Ombres d'ulls marró i groga

L'ombra d'ulls és un maquillatge que s'usa per a donar color a les parpelles inferior i sobretot superior. En cosmètica se sol anomenar parpella mòbil a la parpella superior i parpella fixa a la zona entre aquesta i la cella, on també es pot aplicar l'ombra d'ulls. Les ombres d'ulls solen ser pólvores, però també poden estar presentades en forma de crema, de barra, o de líquid. El maquillatge dels ulls es pot complementar amb l'ús d'un llapis d'ulls i de rímel. Es tracta d'un cosmètic que ja era utilitzat fa més de deu mil anys a l'antic Egipte, que usaven grecs i romans i que fins i tot és esmentat a l'Antic Testament.